# 風吹けば恋
『風吹けば恋』(かぜふけばこい) は、チャットモンチーの8枚目のシングル。2008年6月25日発売。発売元はKi/oon Records。CDコードはKSCL-1300。

## 解説
資生堂「SEA BREEZE」CMソング (2008年4月〜)。3曲目に収録の「three sheep」は、自主作成CD『チャットモンチーになりたい』(2004年6月6日) に収録されていたものをセルフプロデュースにより再収録したものである。なおこの曲に限っては、武道館ライブ後の2008年4月5日に行われたライブ、「チャットモンチーちむどんどんツアー IN 沖縄」を行った後で、沖縄にて収録されたものである。
「風吹けば恋」は2008年3月31日の武道館ライブで初めて披露され、同時に会場で資生堂「SEA BREEZE」のCMも公開された。
PVは撮影に協力してくれるファン約1500人を集め、2008年5月15日にZepp Tokyoにて撮影された。
Sony Music ShopにてCDを購入すると、先着購入特典として漫画家大橋裕之による「チャットモンチーVSチャットモンチー」というタイトルのオリジナルコミックがついてきた。

## 収録曲
- 全作曲：橋本絵莉子

1. 風吹けば恋
(作詞：高橋久美子)
資生堂「シーブリーズ」CMソング。
2. 推進力
(作詞：橋本絵莉子)
チャットモンチーでは珍しく、曲を先に作って歌詞を後でつけた曲。
3. three sheep
(作詞：高橋久美子)
自主制作盤『チャットモンチーになりたい』にも収録されている同曲をセルフプロデュースしたもの。

## 収録アルバム
- 告白 (#1)
- 表情＜Coupling Collection＞ (#2,3、#3はAlbum Mix)
- チャットモンチー BEST〜2005-2011〜 (#1)
- BEST MONCHY 1 -Listening- (#1)

## カバー
風吹けば恋
- 高木さん（高橋李依） -テレビアニメ『からかい上手の高木さん』第7話・第8話エンディングテーマ。アルバム『からかい上手の高木さん Cover Song Collection』（2018年3月28日）収録。
- 夏色まつり - アルバム『IMAGINATION vol.3』（2020年10月24日配信、2020年12月23日限定販売）収録。

- pop'n music　ポータブル - コナミの音楽ゲーム『pop'n music』シリーズの携帯機版『pop'n music ポータブル』の版権曲として収録された。音源はカバー版であるが、担当アーティストは非公開となっている。